# Walter Schulze-Mittendorff
Walter Schulze-Mittendorf, né le 31 janvier 1893 à Berlin et mort dans cette ville le 14 août 1976, est un sculpteur, créateur d'effets spéciaux et costumier allemand.

## Filmographie

### Costumier
- 1935 : Amphitryon
- 1940 : Rosen in Tirol
- 1940 : L'habit fait le moine (Kleider machen Leute)
- 1941 : Die schwedische Nachtigall (de)
- 1942 : Andreas Schlüter
- 1942 : Wenn die Sonne wieder scheint
- 1943 : Ce diable de garçon (Die Feuerzangenbowle)
- 1943 : Der verzauberte Tag (de)
- 1943-1944 : Quax in Fahrt (de)
- 1944 : Der Engel mit dem Saitenspiel
- 1947 : Wozzeck
- 1948 : Und wieder 48 (de)
- 1949 : Les Quadrilles multicolores (Die Buntkarierten)
- 1949 : Der Biberpelz
- 1949 : Figaros Hochzeit (de)
- 1949 : Der Kahn der fröhlichen Leute
- 1949 : Semmelweis – Retter der Mütter (de)
- 1950 : Cœur de pierre (Das kalte Herz)
- 1951 : La Hache de Wandsbek (de)
- 1951 : Le Sujet de sa Majesté (Der Untertan)
- 1951 : Karriere in Paris
- 1952 : Anna Susanna
- 1953 : L'Histoire du petit Muck (Die Geschichte vom kleinen Muck)
- 1953 : Der Vogelhändler
- 1954 : Leuchtfeuer (de)
- 1954 : Der Teufel vom Mühlenberg (de)
- 1955 : Ein Polterabend
- 1955 : Mademoiselle de Scudéry (Das Fräulein von Scuderi)
- 1955 : Mère Courage (Mutter Courage und ihre Kinder) de Wolfgang Staudte  (inachevé)
- 1956 : Le Vaillant Petit Tailleur (Das tapfere Schneiderlein)
- 1957 : Mazurka der Liebe (de)
- 1958 : Emilia Galotti (de)
- 1958 : Der Prozeß wird vertagt
- 1958 : Geschwader Fledermaus
- 1959 : Kabale und Liebe (de)
- 1959 : Musterknaben (de)
- 1960 : Cinq jours, cinq nuits (Fünf Tage – Fünf Nächte)
- 1960 : Drei Kapitel Glück
- 1961 : Der Traum des Hauptmann Loy
- 1961 : Tanz am Sonnabend – Mord? (de)
- 1962 : Le Petit Chaperon rouge (Rotkäppchen)
- 1962 : Die schwarze Galeere (de)
- 1962 : Ach, du fröhliche … (de)
- 1968 : Das Schloß

### Département artistique (sculpture)
- 1922 : Pierre le Grand de Dimitri Buchowetzki
- 1927 : Metropolis de Fritz Lang
- 1933 : Le Testament du docteur Mabuse de Fritz Lang